# Новое Роматово
Новое Роматово (бел. Но́вае Рамато́ва) — деревня в Малоритском районе Брестской области Беларуси. Входит в состав Великоритского сельсовета.

## География
Между Новое Роматово и Старое Роматово расположен железнодорожный остановочный пункт Роматово.
Ближайшие населённые пункты Дубично, Старое Роматово и др.

## История
В 1905 году в Великорытской волости Брестского уезда Гродненской губернии.

## Население

### Численность
- 2019 год — 41 жителей

### Динамика
- 1999 год — 91 жителей (перепись населения)
- 2009 год — 50 жителей (перепись населения)[2]
- 2019 год — 41 жителей (перепись населения)

## Галерея

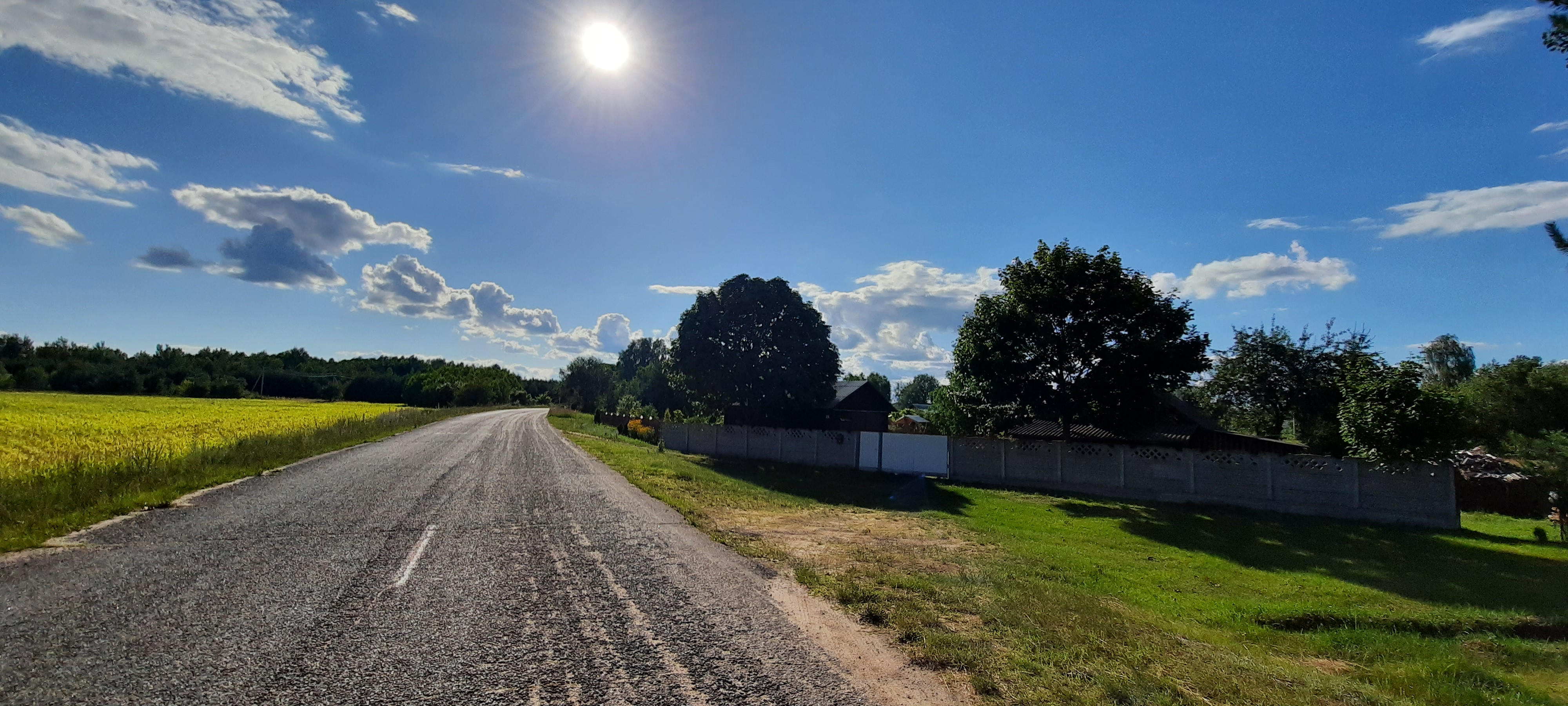
Панорама
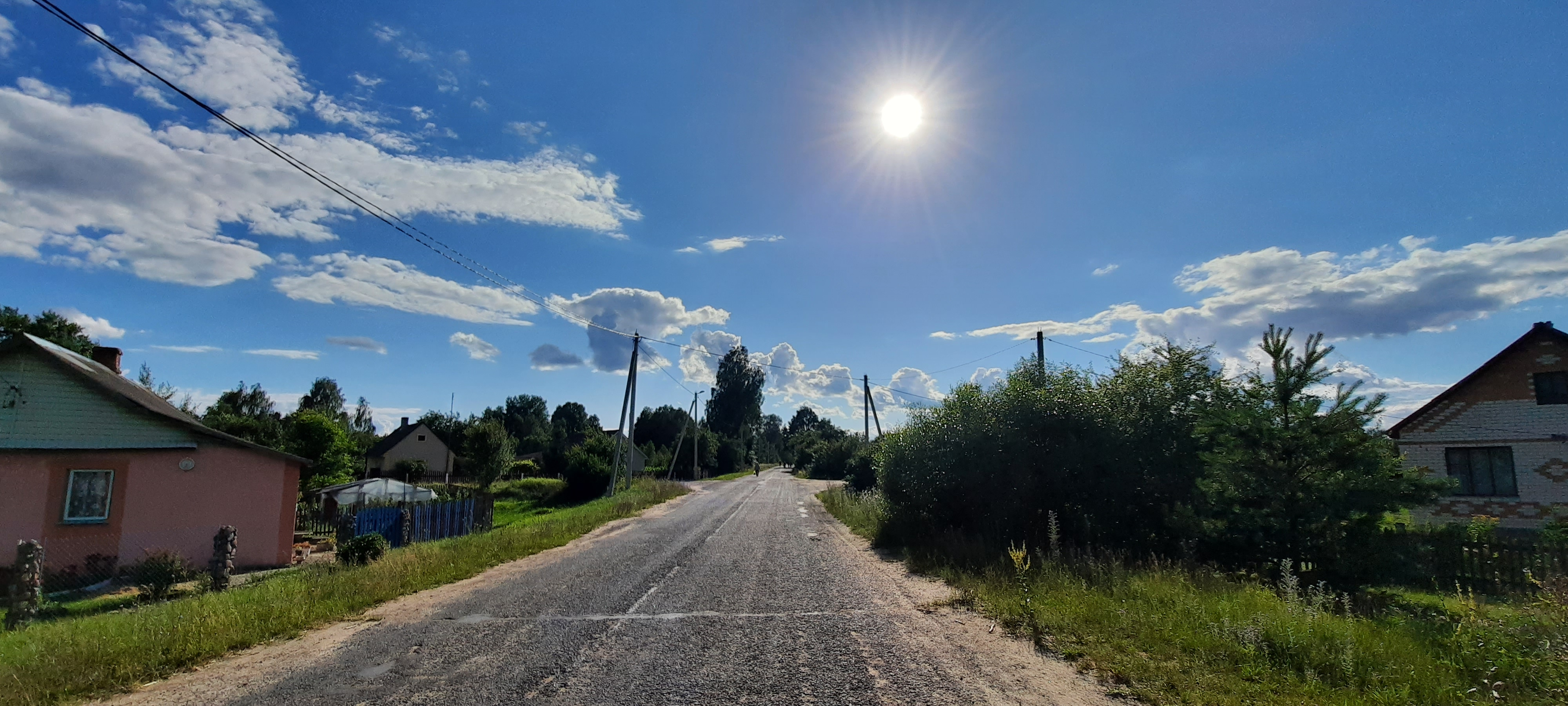
Панорама
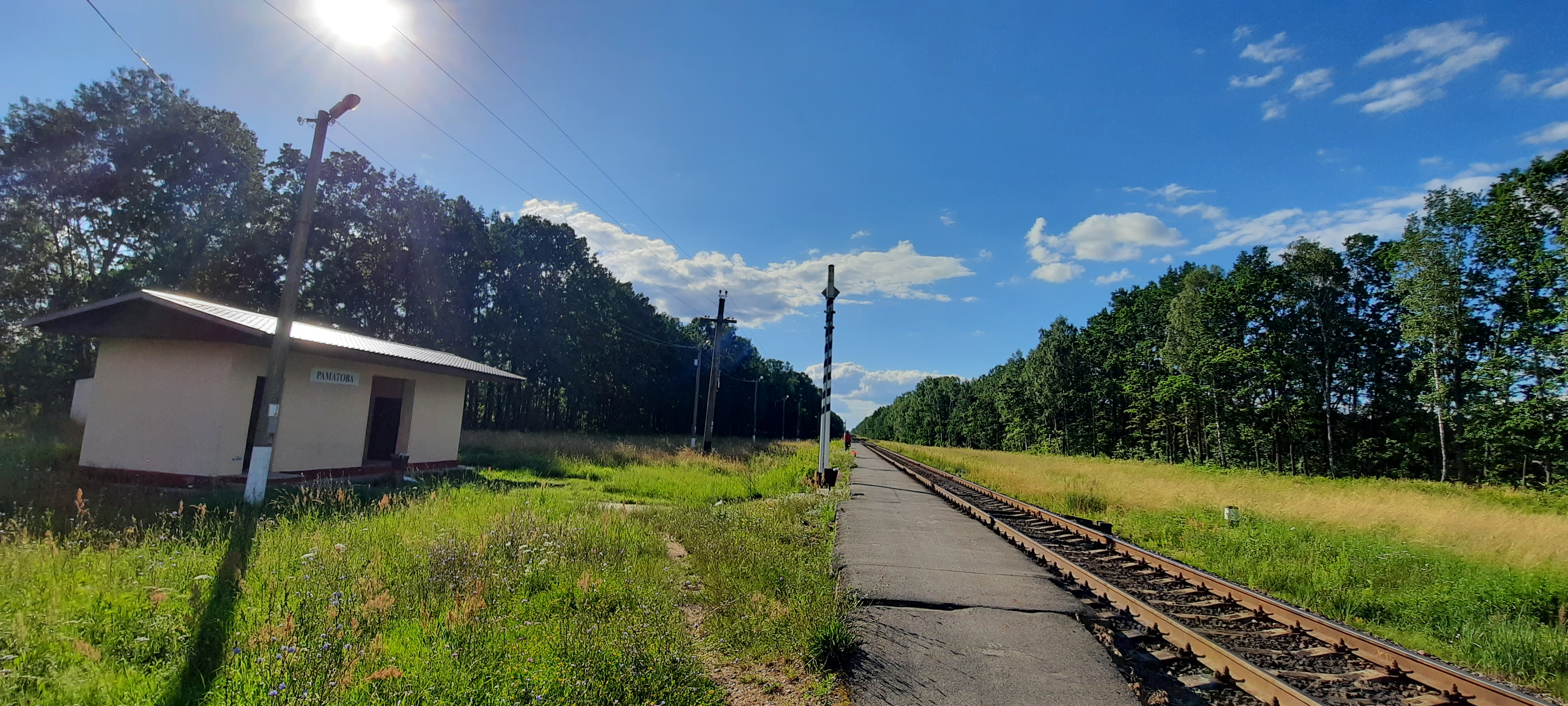
Жд остановочный пункт Роматово